# Vita stjärnans orden
Vita stjärnans orden (estniska: Valgetähe teenetemärk), är en estnisk orden instiftad 1936 av president Konstantin Päts. Orden avskaffades under sovjetiska ockupationen men grundades åter år 1996. Den utdelas som utmärkelse för meriterad förtjänst på offentliga sektorn samt med meriter för ekonomi, undervisning, vetenskap, kultur och sport. Den utdelas till estniska medborgare och utlänningar.
Republikens president är ordens stormästare som godkänner nya benämningar till orden. Vita stjärnans orden är fjärde högsta utmärkelse mellan Terra Mariana-korsets orden och Örnkorsets orden.
Orden delas i fem vanliga grader (samt med kedja och medalj):
- I klass
- II klass
- III klass
- IV klass
- V klass

Ordens högsta möjliga graden, kedjan, kan beviljas endast för utländska statschefer eller Estlands presidenter. Benämningar till orden kan också göras postumt.